# Michael Lusch
Michael Lusch (Hamm, 1964. június 16. –) német labdarúgó-középpályás, csatár.

## Klubcsapatban
Pályafutását a helyi Germania Hamm csapatában kezdte. 1982-ben lett a Borussia Dortmund játékosa. Innen 11 év múlva távozott az 1. FC Kaiserslauternbe. 1995 és 1996 közt a KFC Uerdingen 05 játékosa volt. Ezután a Schwarz-Weiß Essenbe igazolt. 1998-ban a Rot-Weiß Essen következett.

## Válogatottban
Egyszer szerepelt az U21-es válogatottban.

## Edzőként
2000-es visszavonulása után több helyen is megfordult segédedzőként, de volt játékosmegfigyelő is.